# لارو
لارو، (بالإنجليزية: Laerru)‏، (سردينيا: Laìrru)، هي (بلدية) في مقاطعة ساساري في المنطقة الإيطالية سردينيا، وتقع على بعد حوالي 180 كم (110 ميل) إلى الشمال من كالياري، وحوالي 25 كم (16 ميل) شمال شرق ساساري.

## السكان
في سنة 1861 بلغ عدد السكان 701 نسمة، وتطور العدد ليصل في سنة 2011 لـ 945 نسمة.
يظهر هذا المخطط البياني تطور النمو السكاني لـ لارو